# Бобёр (телеканал)
«Бобёр» — российский телеканал, посвящённый хобби и увлечениям и рассказывающий о том, как преобразить и обустроить жизненное пространство своими руками — в доме, на садовом участке, в квартире или во дворе. Начал вещание 10 августа 2015 года. Входит в состав «Цифрового телесемейства» компании «Триколор». Формат вещания — 16:9.

## Тематика
Преимущественно DIY-контент. Телеканал позиционируется как сообщество дизайнеров интерьеров, архитекторов, строителей, ландшафтных специалистов и других профессионалов, готовых продемонстрировать и рассказать, как всё можно сделать своими руками.
Не менее 95 % контента — проекты собственного производства.

## Вещание
Телеканал транслируется круглосуточно на территории всей России, а также в странах СНГ и Балтии, Израиле, Монголии, Болгарии и Македонии. Занял 1 место по приросту молодой аудитории 25-55 за год среди телеканалов жанра в первый год вещания.

## Собственники
Телеканал «Бобёр» является частью бренда «Цифровое телесемейство», принадлежащего компании «Триколор».
До 2022 года телеканал принадлежал АО «Первый канал. Всемирная сеть».

## Награды
За годы своего существования телеканал «Бобёр» не раз становился лауреатом престижных индустриальных премий:
2015 г. — Лауреат Национальной премии в области спутникового, кабельного и интернет-телевидения «Золотой луч» в номинации «Открытие года» и «Стиль жизни».
2016 г. — Лауреат Национальной премии в области спутникового, кабельного и интернет-телевидения «Золотой луч» в номинации «Телеканалы: стиль жизни».
2016 г. — Специальный приз на Национальной премии в области многоканального цифрового телевидения «Большая цифра» от компании «Триколор» за «Стремительный старт в 2015 году».
2017 г. — Лауреат Национальной премии в области спутникового, кабельного и интернет-телевидения «Золотой луч» в номинации «Лучшая телепрограмма для неэфирного ТВ» («Дачные феи»).
2017 г. — Лауреат Национальной премии в области многоканального цифрового телевидения «Большая цифра» в номинации «Телеканалы: стиль жизни».
2018 г. — Лауреат Национальной премии в области спутникового, кабельного и интернет-телевидения «Золотой луч» в номинации «Лучшая развлекательная телепрограмма» («День перемен»).
2018 г. — Лауреат Национальной премии в области спутникового, кабельного и интернет-телевидения «Золотой луч» в номинации «Лучший ведущий» — Артём Петров.
2019 г. — Портал «Бобёр.ру» лауреат «Премии Рунета» в номинации «Здоровье и отдых».
2019 г. — Победитель зрительского голосования Национальной премии в области многоканального цифрового телевидения «Большая цифра» в номинации «Телеканал по интересам: дом и сад».
2019 г. — Лауреат Национальной премии в области многоканального цифрового телевидения «Большая цифра» в номинации «Телеканал по интересам: дом и сад».
- Мультимедийный портал bober.ru — лауреат «Премии Рунета»[13].

2019 г. — Победитель конкурса (золото) «Медиабренд» в номинации «Лучший дизайн логотипа».
2019 г. — Лауреат Национальной премии в области спутникового, кабельного и интернет-телевидения «Золотой луч» в номинации «Развлекательный канал».
2020 г. — Лауреат Национальной премии в области многоканального цифрового телевидения «Большая цифра» в номинации «Развлекательный канал».

## Контент
Портал bober.ru содержит обширную библиотеку видео с кулинарными рецептами, полезными советами по строительству и ремонту, садоводству и домоводству, идеями для хобби. На портале размещён также агрегатор DIY-видео, который включает тематические программы «Первого канала», телеканалов «Бобёр», «Телекафе», «Поехали!», контент партнёров проекта и популярных видео-блогеров, а также контент, произведённый специально для портала Bober.ru.
Сайт содержит раздел «Блоги» для обмена опытом в DIY сфере..
После регистрации первых 10 000 пользователей в первые недели после открытия портала bober.ru было принято решение создать магазин в формате «маркетплейс».
В 2019 году телеканал выпустил три мобильных приложения «Бобёр Сад», «Бобёр Дом», «Бобёр Еда». Они позволяют просматривать статьи сайта Бобёр.ру с мобильных устройств в режиме онлайн, а также смотреть эфир и программу телепередач.